# BunsenLabs
BunsenLabs Linux és una distribució Linux derivada de Debian que empra Systemd com a init. És considerada la continuació i successora de CrunchBang Linux.
És una distribució lleugera, amb un gestor de finestres, Openbox, en lloc d'un entorn d'escriptori. El que proporciona una bona integració amb el programari de GNOME com de KDE. Incorpora per defecte una interfície minimalista i moderna amb alt grau de personalització. Porta diverses configuracions per a Conky.

## Història
Philip Newborough qui en fou el líder durant deu anys, considerà que davant les possibilitats que oferia la mateixa Debian ja no tenia sentit la continuació d'aquella derivada. Membres de la comunitat dels fòrums CrunchBang Linux impulsaren BunsenLabs Linux.
BunsenLabs Hydrogen fou el primer llançament estable de la distribució.
BunsenLabs Lithium, basada en Debian Buster 10, afegia suport per a Secure Boot.
BunsenLabs Linux Beryllium, basada en Debian 11, fou llançada el 19 de desmbre de 2022.
BunsenLabs Linux Boron, basada en Debian 12 Bookworm, fou llançada el 24 de gener de 2024. Introduí una utilitat que monitorava i avisava de la disponibilitat d'actualitzacions de programari.